# Гедеон Антонський
Гедеон (в миру Григорій Антонський; нар. до 1715 — пом. 1770) — український релігійний діяч доби Гетьманщини. Ректор Харківського колегіуму, архімандрит Курського Знаменського монастиря РПЦ (безпатріаршої).

## Життєпис
Григорій Антонський народився в сім'ї козака Кролевецької сотні Ніжинського полку. Навчався у Харківському колегіумі на Слобідській Україні. Після служив вчителему у Слов'яно-Греко-Латинській академії у Москві..
1742 — призначений вчителем синтаксими та піїтики і риторики.
1742—1744 був архімандритом Миколаївського Бєлгородського монастиря.
30 квітня 1744 переведений ректором до Харківського колегіуму.
1746 — розглядалося питання про призначення його до Камчатської місії РПЦ (б).
1751 — був настоятелем Курського Знаменського Богородицького монастиря, де і помер у 1770.